# Paul von Leszczynski
Paul Stanislaus Eduard von Leszczynski (Stettin, 29 de noviembre de 1830 - Repten, 12 de febrero de 1918) fue un general de infantería prusiano.

## Biografía

### Origen
Paul era un vástago de la familia noble polaca de Leszczyński. Era hijo del teniente coronel Ernst Wilhelm Heinrich Ferdinand von Leszczynski (Magdeburgo, 28 de octubre de 1797 - Berlín, 23 de febrero de 1863) y de su esposa Laurette Antonie Berta, nacida von Winterfeld (Stettin, 23 de octubre de 1803 - Boostedt, 18 de mayo de 1870).

### Carrera militar
Leszczynski estudió en un principio en la Escuela superior de Torgau, después como cadete en Potsdam y Berlín, y se incorporó en el 20.º Regimiento de infantería del Ejército prusiano el 14 de abril de 1848. Participó ahí en la guerra contra Dinamarca y combatió en Schleswig y Düppel. En 1849, participó en la campaña contra los insurgentes de Baden. En el curso de la guerra germano-danesa de 1864, participó en la toma del reducto de Düppel  y en la toma de Alsen. El mismo año, fue transferido al estado mayor general. Durante la guerra austro-prusiana de 1866, participó en la batalla de Königgrätz y posteriormente fue nombrado mayor.
En 1867, Leszczynski entró en el servicio de Baden como jefe de Estado Mayor general. Durante la guerra franco-prusiana de 1870/71, fue temporalmente jefe del cuerpo de asedio en Estrasburgo, después jefe de Estado Mayor general del 14.º Cuerpo de Ejército y participó en las batallas y sitios de Wörth, Estrasburgo, Épinal, Villersexel y Belfort.
Después del tratado de paz de 1871, Leszczynski es reintegrado al servicio prusiano y promovido al grado de mayor general en 1877 y comandante de la 4.ª Brigada de infantería de la Guardia. En 1880, trabaja como miembro de la comisión de estudios de la Academia de Guerra y, al año siguiente, es nombrado inspector de cazadores y tiradores de élite. Después de ser ascendido a teniente general y comandante de la 15.ª División de infantería en Colonia, participó en maniobras en Rusia en 1884. Posteriormente es transferido a la 11.ª División de infantería.
En 1888, tras su promoción al grado de general de infantería, Leszczynski pasa a ser comandante general del 9.º Cuerpo de Ejército y en 1891 jefe del 60.º Regimiento de infantería. El mimo año se retiró.
En 1905, Paul von Leszczynski es nombrado miembro vitalicio de la Cámara de los Señores de Prusia con la mayor confianza.

### Familia
Leszczynski se casó con Hedwig Klara von Winterfeld (1835-1901) el 19 de mayo de 1862 en Berlín. El matrimonio produjo un hijo, Paul (1863-1884), y una hija Hedwig (nacida en 1872), que se casó con Wolfgang Gans zu Putlitz, capitán prusiano y señor de Barskewitz.